# Tunnelgatan
Tunnelgatan (Zweeds:Tunnelstraat) is een straat in het centrum van Stockholm, Zweden, die zich uitstrekt van Sveavägen tot de Brunkeberg-tunnel.

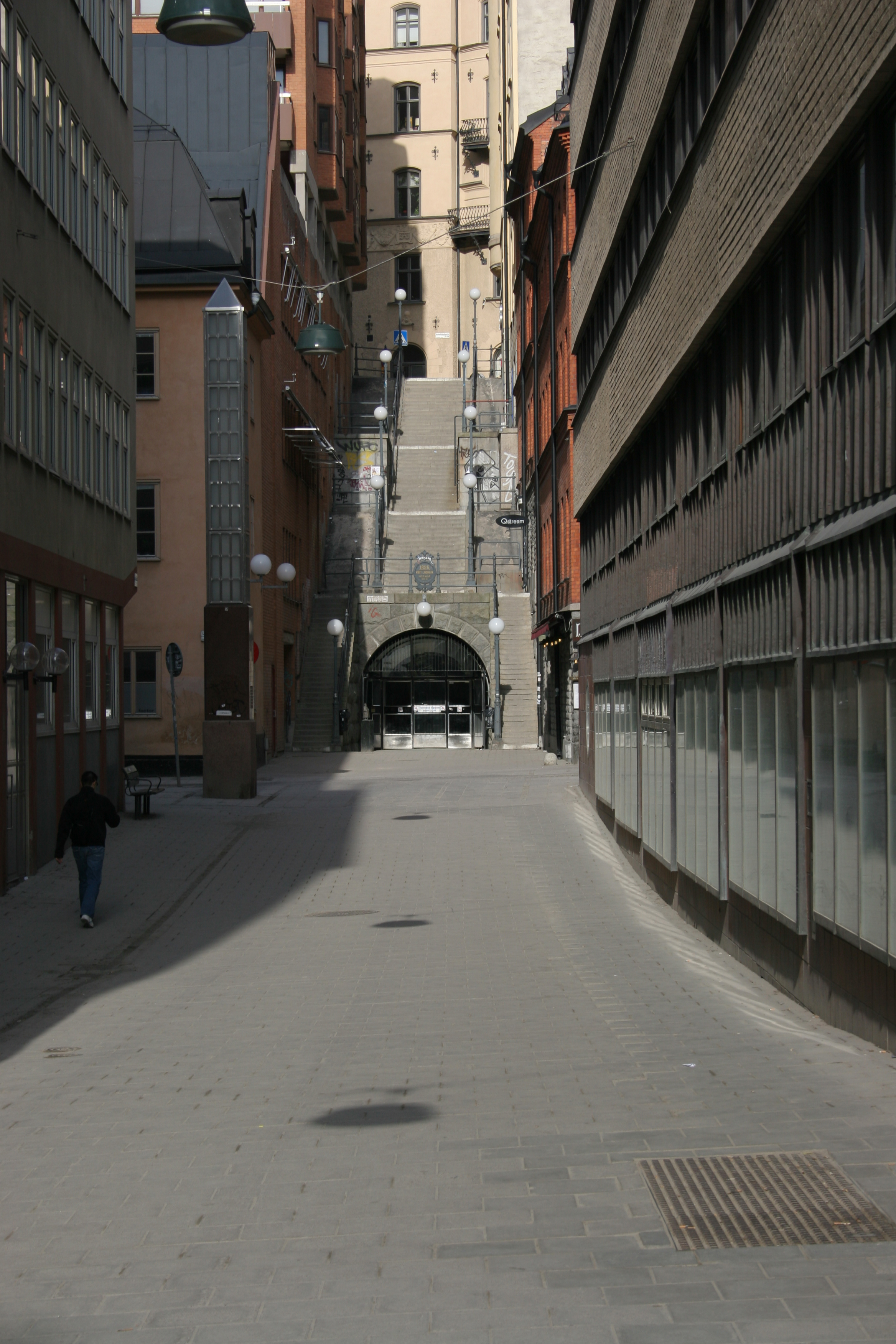

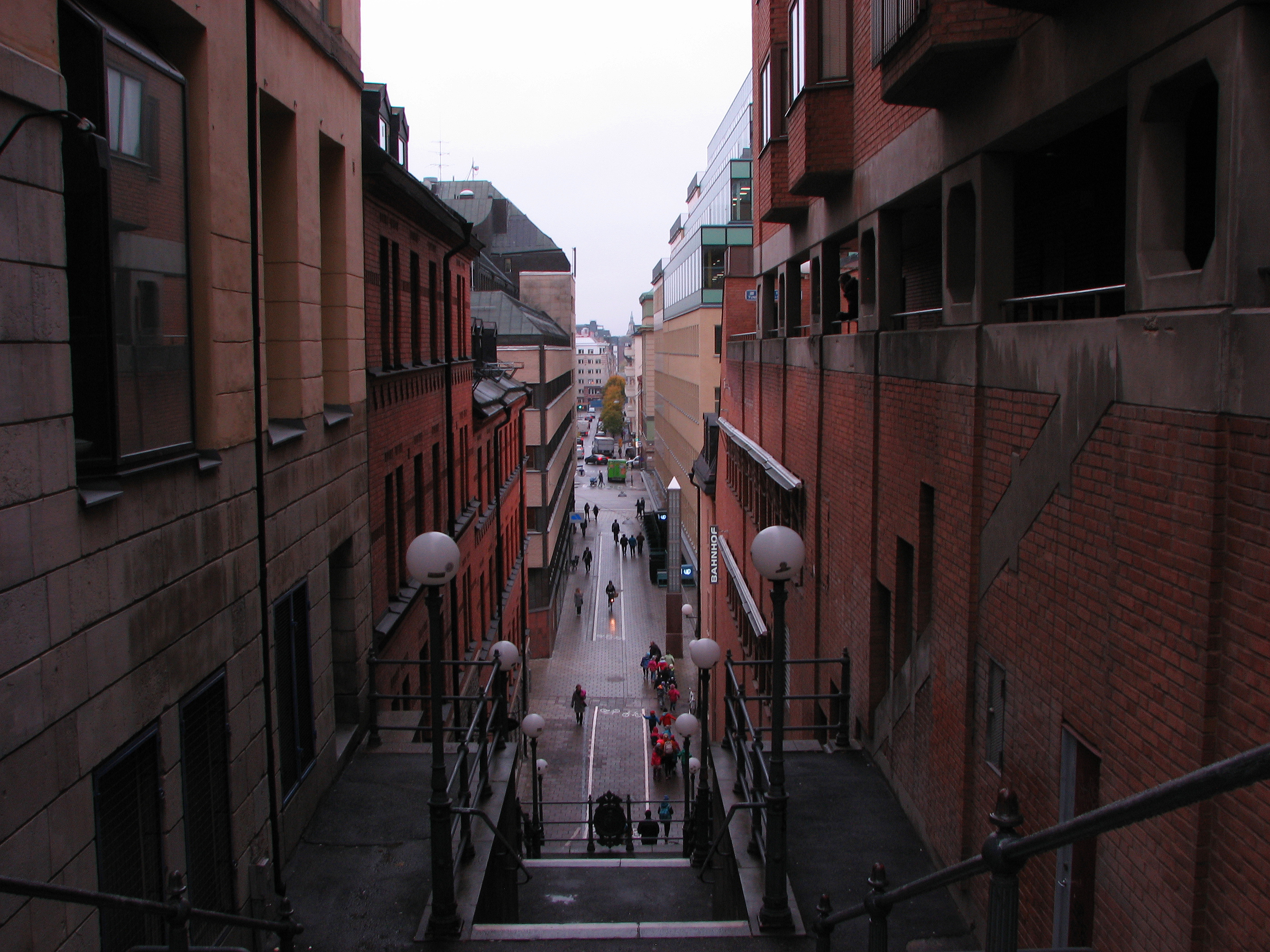

Tunnelgatan komt uit op een trap met 89 treden en is genoemd naar de Brunkeberg-tunnel, die in 1886 werd geopend.
Een deel van de Tunnelgatan is op 23 april 1986 omgedoopt tot Olof Palmes gata (Olof Palme-straat), ter nagedachtenis aan de Moord op Olof Palme in februari 1986.
Tunnelgatan wordt geassocieerd met de moord op Palme, die plaatsvond in de buurt van de tunnelingang in de Sveavägen, en getuigen zagen dat de dader er de trap op vluchtte, waarna hij uit het zicht verdween.